# TCDD E14000
TCDD Е14000 — электропоезд, построенный турецкой компанией Tüvasaş для Турецких государственных железных дорог (TCDD) в 1978-1982 годах. Всего было построено 75 поездов. В ближайшем будущем часть поездов будет совершать рейсы через Босфор по туннелю Мармарай.